# Paul Vieille

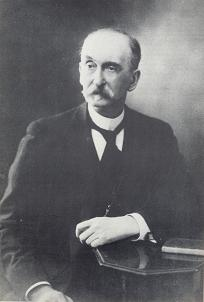
Paul Vieille

Paul Marie Eugène Vieille (* 2. September 1854 in Paris; † 14. Januar 1934 ebenda) war ein französischer Chemiker und Erfinder.
Zusammen mit seinem Studienfreund Marcellin Berthelot untersuchte er 1881 die Physik von Stoßwellen. Vieille forschte zudem daran, Schießbaumwolle chemisch zu stabilisieren, um sie als Treibmittel zu verwenden. Dazu verwendete er Nitrocellulose, die in einem Gemisch aus Ether und Alkohol suspendiert wurde. Das Resultat war eine chemisch stabile, gelatinöse Masse. Damit gelang ihm die Entwicklung des rauchschwachen Schießpulvers, welches er Poudre B nannte. 1904 wurde er in die Akademie der Wissenschaften in Paris gewählt.